# XMTRADING
エックスエム（XM/XMTrading：エックスエムトレーディング）は、Tradexfin Limited（セーシェル）が運営する世界最大規模の国際為替取引所(海外FX業者)で、セーシェル金融庁 (FSA)およびモーリシャス金融委員会（FSC）より金融ライセンス（SD010）を取得し、世界196カ国（20言語）でサービス展開をしている。

## 概要
XMTRADING（エックスエムトレーディング）は、2009年からサービスを開始している。日本居住者向けに日本語のカスタマーサポートを用意している。サポートは、日本語のメールやライブチャットなどに対応している。最大レバレッジは1,000倍であり、取り扱い通貨のペア数は61種類以上ある。ゼロカットシステムがあり、20％でロスカットされる。また、取引ツールとして、MetaTrader「MT4」、「MT5」が利用可能である。

## 適用される税制について
エックスエム（XMTrading、XM）は、海外での金融ライセンスを保有する一方、日本の金融庁から認可を受けておらず警告も受けているが 、最大レバレッジが1000倍であったり、ボーナスという実質損失補填やゼロカットという追証免除の制度のような利用者側へのメリットもある。ただし、納税については自分で計算をしなければならない手間がある。
日本国内に在住する個人投資家は、エックスエム（XM）を利用して外国為替証拠金取引（FX取引）をする場合、それで得られた利益は申告分離課税(一律約20%)ではなく、金額によって税率が変わる累進課税の総合課税(15-50%)が適用される。
ただし、FX取引に必要だった経費は認められ、パソコン代、サーバー代、書籍代などの経費を差し引くことができるのので、一概に最終的にどちらの方が税率が高いかについては個々人の状況による。
なお、海外のFX業者の場合、自動的に天引きしてくれる仕組みはないので、日本に在住する個人投資家が海外のFX業者を利用してFX取引して利益が出た場合、自分はどの税率が適用されるのかを確認して税務署に確定申告する必要がある。